# Maria di Rohan
Maria di Rohan o Il Conte di Chalais, è un'opera in tre atti di Gaetano Donizetti (1797-1848), su libretto di Salvadore Cammarano, rappresentata per la prima volta il 5 giugno 1843 al Theater am Kärntnertor a Vienna.

## Genesi
Maria di Rohan è la 64ª opera di Donizetti e debuttò il 5 giugno 1843 al Theater am Kärntnertor a Vienna con molto successo, con Eugenia Tadolini nel ruolo del titolo, affiancata da Carlo Guasco e Giorgio Ronconi. Già nel 1837, Donizetti pregava Salvadore Cammarano di scrivere un libretto secondo il testo di Lockroy che trattava la stessa materia e era stato rappresentata con successo in 1832 a Parigi. Il libretto di Cammarano fu tuttavia messo in musica prima da Giuseppe Lillo, Il Conte di Chalais (1839), che tuttavia non ebbe successo.

Dopo il successo della prima rappresentazione a Vienna, Donizetti riprese l'opera nell'autunno dello stesso anno al Théâtre de la comédie italienne di Parigi: nell'occasione, il ruolo da tenore comprimario di Armando di Gondì venne adattato alla vocalità del contralto Marietta Brambilla, cui furono aggiunte ben due arie: le prime riprese dell'opera nel XX Secolo si basarono infatti sulla versione parigina. 

Nei vent'anni successivi al debutto viennese, l'opera di Donizetti fu rappresentata su tutte le più importanti scene d'Europa finché, come tutto il belcanto italiano, fu gradualmente eclissata dalle opere più "moderne" di Verdi e Wagner. Fu riscoperta nella seconda metà del XX secolo, ed ebbe importanti riprese sia in Italia che all'estero. Nel ruolo del titolo furono impegnate Virginia Zeani (1962, Napoli), Renata Scotto (1974, Venezia), Mariana Nicolesco (1988, Martina Franca), Edita Gruberová (Vienna, 1996).

## Orizzonte storico
Marie de Rohan-Montbazon, duchessa di Chevreuse (1600-1679) era una delle più famose e potenti cortigiane francesi della sua epoca. Anche il duca di Chevreuse, Claude de Lorraine della stirpe di Guisa, e il conte Chalais (della famiglia Talleyrand-Périgord) sono personaggi realmente esistiti. Maria, che Chevreuse aveva sposato nel 1622 e che aveva non solo una vita amorosa ma anche ambizioni politiche, tentò nel 1626 di far cadere il regime dell'onnipotente cardinale Richelieu che minacciava l'aristocrazia francese della rovina della propria indipendenza, contraria all'idea dell'assolutismo reale.

## Cast della prima assoluta
| Personaggio                | Interprete          |
| -------------------------- | ------------------- |
| Maria di Rohan             | Eugenia Tadolini    |
| Riccardo, Conte di Chalais | Carlo Guasco        |
| Enrico, Duca di Chevreuse  | Giorgio Ronconi     |
| Armando di Gondì           | Michele Novaro      |
| Visconte de Suze           | Friedrich Becher    |
| De Fiesque                 | Gustav Hölzel       |
| Aubry                      | Anton Müller        |
| Un confidente di Chevreuse | Friedrich Baldewern |

## Trama

### Atto I
Parigi, all'epoca del re Luigi XIII: Maria di Rohan, famosa cortigiana, è nell'anticamera del Re e teme per la vita del suo marito, il duca di Chevreuse, che è stato condannato a morte dal cardinale Richelieu per essersi battuto in un duello, cosa in quel periodo severamente vietata. Maria decide di pregare il suo antico spasimante, il conte di Chalais, che l'adora ancora, di intercedere presso il Re affinché conceda la grazia al marito. La missione ha successo. Allo stesso tempo, Armando di Gondi, giovane cavaliere, si beffa della vita amorosa di Maria, oltraggio per il quale Chalais lo sfida a duello. Chevreuse, entra in scena e si offre a Chalais come padrino nel duello, nel frattempo Maria si rende conto di amare ancora Chalais.

### Atto II
Nel suo palazzo, Chalais attende l'ora del duello e scrive una lettera d'addio a Maria per il caso che muoia, che consegna al suo segretario Aubry. Maria entra per avvertirlo del fatto che il cardinale Richelieu, suo rivale alla corte, certamente lo condannerà a morte se si avventura in un duello; ma non vi riesce. Poi deve celarsi perché Chevreuse entra inatteso per trattare ancora qualcosa con Chalais. Dopo la partenza del duca, Maria rinnova la sua implorazione al suo amante che non abbandona però la sua risoluzione di andare al duello. Finalmente apprendono che nel frattempo Chevreuse si è battuto nel nome del Chalais che tardava all'appuntamento del duello.

### Atto III
Dopo il duello, Chevreuse ritorna con una piccola ferita al braccio. Maria e Chalais lo cercano nel suo palazzo mentre i soldati del cardinale già inseguono il conte che viene considerato ancora come uno dei duellanti. Chevreuse li accoglie con benevolenza senza alcuno sospetto e aiuta Chalais a fuggire dai soldati. Prima che questo parta, sussurra a Maria che intende ritornare fra un'ora e che se non gli riuscisse di tornare anch'ella deve fuggire e raggiungerlo per morire insieme. Un istante dopo, De Fiesque, uno dei soldati, entra consegnando al duca la lettera di Chalais destinata a Maria, che è stata trovata mentre lo ricercavano nella sua casa. Al duca si svela così in un momento il legame fra sua moglie e Chalais. Furente di gelosia, interroga Maria e dal suo terrore comprende che Chalais presto dovrà tornare.
Passata l'ora promessa, Chalais rientra e si vede subito sfidato a duello da Chevreuse, mentre irrompono di nuovo i soldati di Richelieu che cercano il conte. Fuori scena si odono due colpi di pistola e Chevreuse torna furioso, spiegando come Chalais ha preferito suicidarsi. Poi fa gravi biasimi a Maria che s'inchina lasciando parlare tutta la sua disperazione e desolazione.

## Struttura musicale

### Atto I
- Preludio
- N. 1 - Introduzione Ed è ver! Questa reggia, che pria - Quando il cor da lei piagato - Cupa, fatal mestizia (Coro, Chalais, Maria, Fiesque, Visconte)
- N. 2 - Scena e cavatina Chevreuse Cavalieri... / Che veggio! - Gemea di tetro carcere (Gondi, Visconte, Coro, Fiesque, Chevreuse)
- N. 3 - Finale I D'un anno il giro è ormai compito - Se d'onor desio mi prese (Chevreuse, Maria, Chalais, Gondi, Fiesque, Coro, Visconte)

### Atto II
- N. 4 - Preludio, scena e aria Chalais Nel fragor della festa, ahi! la rividi - Alma soave e cara (Chalais, Aubry)
- N. 5 - Finale II Che fai? Arrestati... - De' tuoi segreti a frangere - Che mai potrà commuoverti - A morire incominciai (Chalais, Chevreuse, Maria, Visconte)

### Atto III
- N. 7 - Scena, preghiera Maria e aria Chevreuse Ti rassicura!...La ferita è lieve - Havvi un dio in sua clemenza - Bella, e di sol vestita (Chevreuse, Chalais, Maria, Familiare, Aubry, Fiesque)
- N. 8 - Gran scena, terzetto Chevreuse, Maria, Chalais e finale III Al supplizio fui tratta!... - So per prova il tuo bel core - Onta eterna?...Io non t'amai!... (Maria, Chevreuse, Chalais, Fiesque, Coro)

### Numeri aggiunti a Parigi, 1843
- N. 1a - Scena e aria Gondi Cavalieri! - Per non istare in ozio (Gondi, Visconte, Coro, Fiesque)
- N. 4a - Scena e aria Gondi Lascia... - Son leggero, è ver, d'amore (Gondi, Chalais)

## Discografia
| Anno | Cast (Maria, Chalais, Chevreuse)                    | Direttore            | Etichetta   |
| ---- | --------------------------------------------------- | -------------------- | ----------- |
| 1962 | Virginia Zeani, Enzo Tei, Mario Zanasi              | Fernando Previtali   | Melodram    |
| 1974 | Renata Scotto, Umberto Grilli, Renato Bruson        | Gianandrea Gavazzeni | Opera d'Oro |
| 1988 | Mariana Nicolesco, Giuseppe Morino, Paolo Coni      | Massimo de Bernart   | Nuova Era   |
| 1996 | Edita Gruberová, Octavio Arévalo, Ettore Kim        | Elio Boncompagni     | Nightingale |
| 2009 | Krassimira Stoyanova, José Bros, Christopher Purves | Mark Elder           | Opera Rara  |

## Registrazioni video
| Anno | Cast (Maria, Chalais, Chevreuse)                     | Direttore     | Etichetta   |
| ---- | ---------------------------------------------------- | ------------- | ----------- |
| 2011 | Majella Cullagh, Salvatore Cordella, Marco Di Felice | Gregory Kunde | Bongiovanni |